# Davenport (Iowa)
Davenport je město v okresu Scott County ve státě Iowa ve Spojených státech amerických. Nachází se na řece Mississippi. Jde o třetí největší město v Iowě po Des Moines a Cedar Rapids. Ve Spojených státech amerických je Davenport 296. největším městem.
K roku 2020 zde žilo 101 724 obyvatel. S celkovou rozlohou 171 km² byla hustota zalidnění 616 obyvatel na km². 

## Historie

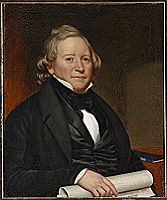
George Davenport

Území původně obývali indiánské kmeny Sauků a Meskwaků. 
Město založil 14. května 1836 Antoine Le Claire a pojmenoval je po svém příteli, námořníku, plukovníku a obchodníku britského původu, Georgi Davenportovi (1783–1845), který na území přišel kolem roku 1810 a při vojenské základně Fort Armstrong založil zásobovací osadu. Jeho portrét vznikl krátce po tom, co jej zavraždili piráti z Arsenal Islandu.
Od roku 1860 do roku 1980 Davenport zažíval dlouhé období průmyslového a populačního růstu, průměrně ročně přibývalo 760 obyvatel. Byla zavedena železniční i lodní doprava. Přistěhovalci pracovali v přístavu, v obchodních společnostech, v různých průmyslových podnicích od výroby lokomotiv, přes masokombinát, závod na nakladače Caterpillar, závod na filmové projektory až po výrobu kol pro osobní i nákladní automobily. Průmysl začal upadat od roku 1980 a počet obyvatel v posledních 40 letech stagnuje kolem 100 000.
Město je náchylné k častým záplavám z řeky Mississippi. Městská správa na rozdíl od sousedních měst nedala postavit moderní hráze. Davenportská protipovodňová zeď pochází z roku 1919, vyšší zeď Rock Islandu z roku 1970 a Bettendorf je chráněn od 80. let. Obě poslední hráze chránily svá centra během povodní v roce 2019.

## Památky

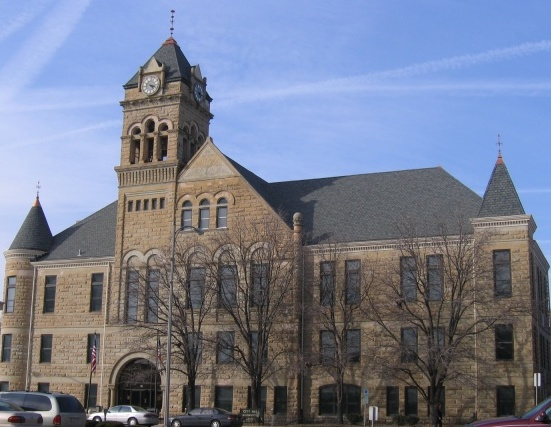
Radnice

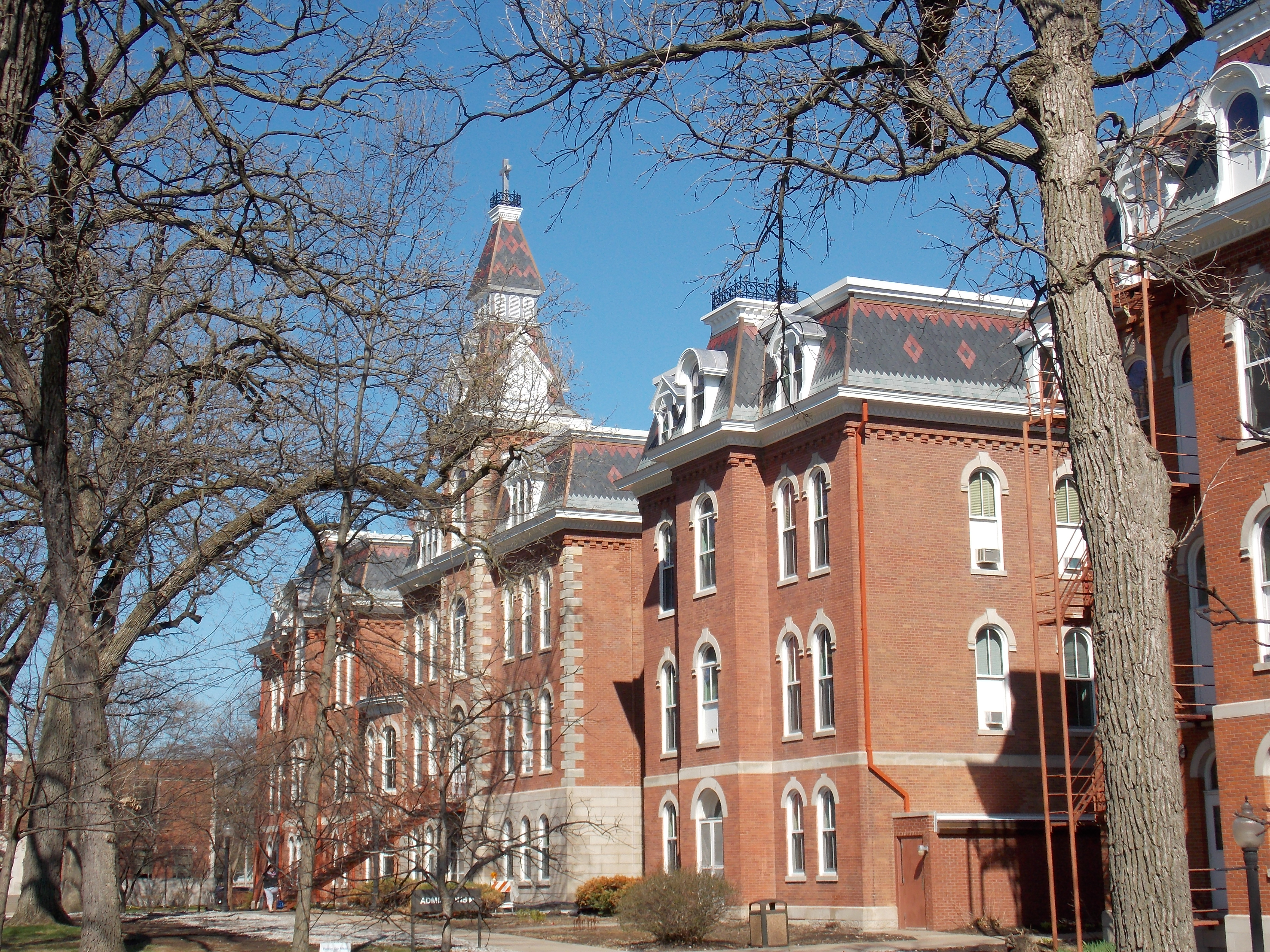
Historická budova univerzity s aulou Ambrose Hall

- Katedrála Nejsvětějšího Srdce Ježíšova – v novogotickém stylu ji roku 1891 postavil James Egan zs Chicaga, je sídlem římskokatolické diecéze.
- Radnice v novorománském stylu byla otevřena roku 1895
- Redstone Building - industriální barák z červenohnědých cihel, založen roku 1872 jako jeden z obchodních domů sítě Von Maur Inc.

## Kultura, umění a školství

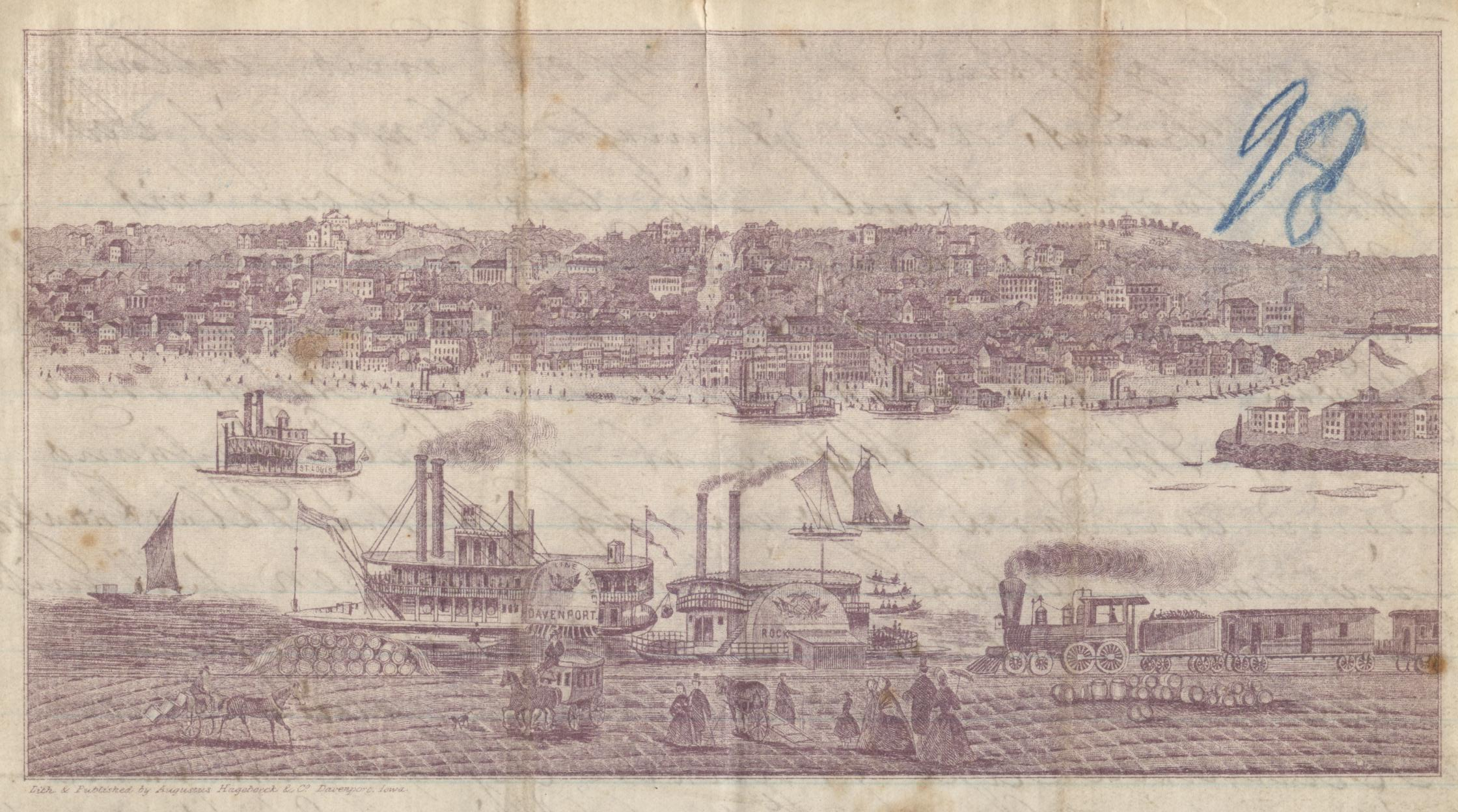
Davenport v roce 1860

* Figge Art Museum - galerie a museum umění 18.-21. století; základem byla kolekce umění Mexika a amerického Středozápadu, doplněná nyní o moderní a současné umění
- The Putnam Museum založil Joseph Duncan Putnam se svou matkou roku 1867 jako přírodopisnou sbírku, nyní je rovněž výzkumným centrem technologií a pobočkou Smithsonian Institution.
- The Bix Beiderbecke Memorial Jazz Festival je třídenní a pořádá se každoročně.
- St. Ambrose University - univerzita sv. Ambrože byla založena biskupem z Davenportu Johnem McH roku 1882 jako seminář pro kněze a obchodní škola

## Sport
Moder Woodmen Park je sportovní areál, v němž se hraje především fotbal, hokej, baseball a provozuje atletika. 
- fotbalový tým Quad City Steamwheelers
- hokejový tým Quad City Storm
- baseballový tým Quad Cities River Bandits